# Tupolev Tu-104
O Tupolev Tu-104 (indicativo da NATO: Camel), foi um avião a jato soviético de fuselagem estreita de médio alcance. Foi o segundo jato de transporte de passageiros a entrar em serviço regular, depois do britânico de Havilland Comet, e o único jato de passageiros em operação no mundo de 1956 a 1958, quando o avião britânico foi aterrado por questões de segurança.
Em 1957, a Czechoslovak Airlines - ČSA, (agora Czech Airlines) tornou-se a primeira companhia aérea do mundo a fazer uma rota exclusivamente com aviões a jato, usando a variante Tu-104A entre Praga e Moscou. No serviço civil, o Tu-104 transportou mais de 90 milhões de passageiros com a Aeroflot (então a maior companhia aérea do mundo), e um número menor com a ČSA, enquanto também operou com a Força Aérea Soviética. Seus sucessores foram o Tu-124, Tu-134 e o Tu-154.

## Desenvolvimento e design

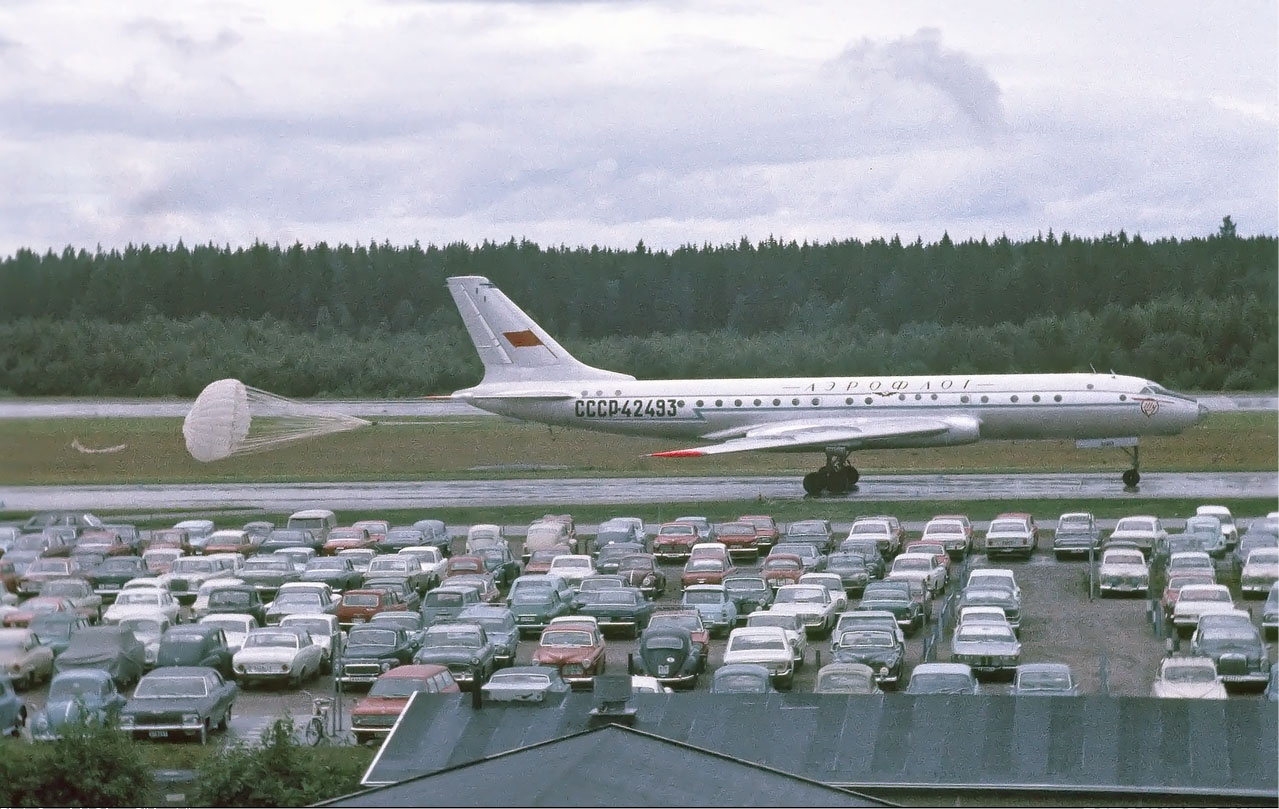
Um Tupolev Tu-104B da Aeroflot no Aeroporto de Arlanda em 1968, com o paraquedas de frenagem estendido.

No início da década de 1950, a companhia aérea Aeroflot da União Soviética precisava de um avião moderno com melhor capacidade e desempenho do que as aeronaves com motor a pistão então em operação. O pedido de projeto foi atendido pela Tupolev OKB, que baseou seu novo avião no bombardeiro estratégico Tupolev Tu-16. As asas, motores e superfícies da cauda do Tu-16 foram mantidos com o avião, mas o novo design adotou uma fuselagem mais ampla e pressurizada projetada para acomodar 50 passageiros. O protótipo construído no MMZ 'Opit' voou pela primeira vez em 17 de junho de 1955 com Yu.L. Alasheyev nos controles. Foi equipado com um paraquedas de frenagem para encurtar a distância de pouso em até 400 metros, já que na época não havia muitos aeroportos com pistas suficientemente longas. O primeiro Tu-104 de série decolou em 5 de novembro de 1955.
O Tu-104 era movido por dois motores a jato Mikulin AM-3 colocados nas raízes das asas, semelhantes na configuração do  de Havilland Comet. A tripulação era composta por cinco pessoas: dois pilotos, um navegador (sentado no nariz envidraçado do "bombardeiro"), um engenheiro de voo e um operador de rádio (posteriormente eliminado). O avião despertou grande curiosidade por seu luxuoso interior "vitoriano", assim chamado por alguns observadores do hemisfério ocidental, devido aos materiais utilizados: mogno, cobre e renda.
Os pilotos do Tu-104 foram treinados no bombardeiro Ilyushin Il-28, seguido por voos de correio em um bombardeiro Tu-16 desarmado pintado nas cores da Aeroflot, entre Moscou e Sverdlovsk. Pilotos com experiência anterior em Tu-16 fizeram a transição para o Tu-104 com relativa facilidade. O Tu-104 era considerado difícil de voar, pesado nos controles e bastante rápido na aproximação final, e em baixas velocidades exibia uma tendência a estolar, uma característica comum em asas altamente inclinadas. A experiência com o Tu-104 levou a Tupolev Design Bureau a desenvolver o primeiro avião comercial turbofan construído em série, o Tupolev Tu-134.

## História operacional

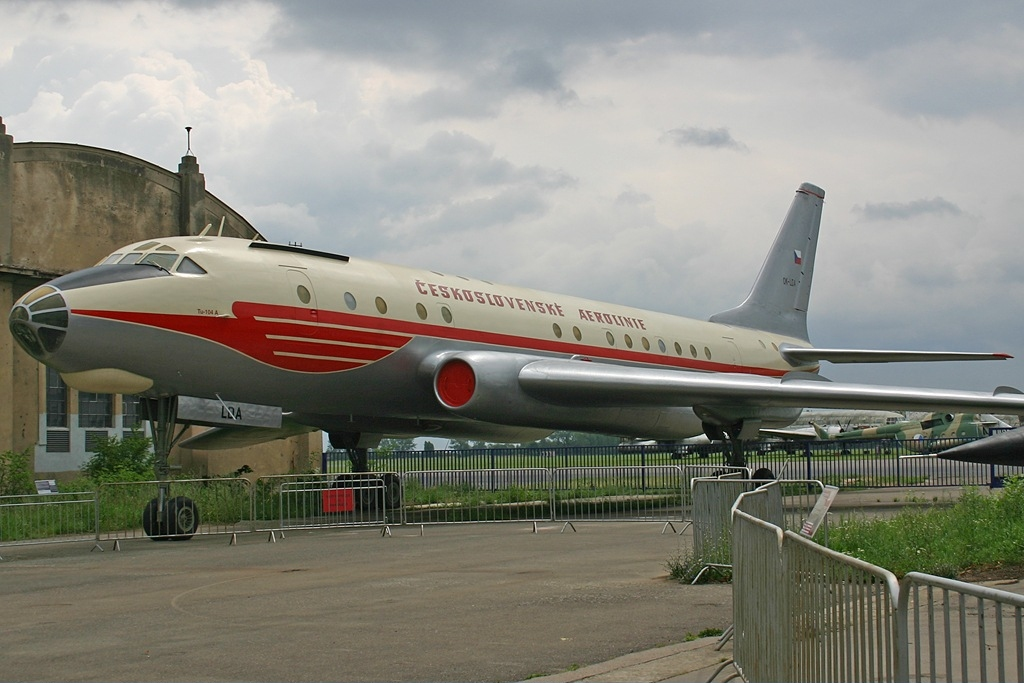
Um Tu-104A da Czechoslovak Airlines no Museu de Aviação de Kbely, Praga

Em 15 de setembro de 1956, o Tu-104 começou o serviço de receita na rota Moscou - Omsk - Irkutsk, substituindo o Ilyushin Il-14. O tempo de voo foi reduzido de 13 horas e 50 minutos para 7 horas e 40 minutos, e o novo jato aumentou drasticamente o nível de conforto dos passageiros. Em 1957, a Aeroflot colocou o Tu-104 em serviço nas rotas do Aeroporto de Vnukovo em Moscou para Londres, Budapeste, Copenhagen, Pequim, Bruxelas, Ottawa, Délhi e Praga.
Ainda em 1957, a Czechoslovak Airlines tornou-se o único cliente comercial externo do Tu-104, colocando a aeronave em rotas para Moscou, Paris e Bruxelas. A ČSA comprou seis Tu-104As, quatro novos e dois exemplares usados e configurados para 81 passageiros. Três dessas aeronaves foram posteriormente amortizadas, uma devido a um incidente de reabastecimento na Índia e outra a um erro do piloto sem fatalidades.
Em 1959, um Tu-104 foi alugado para Sir Henry Lunn Ltd. (Lunn Poly) de Londres, que usou a aeronave para transportar turistas para a Rússia com um voo de 4,5 horas.
Embora o Tu-104 continuasse a ser usado pela Aeroflot durante as décadas de 1960 e 1970, o histórico de segurança da aeronave era ruim em comparação com os aviões a jato subsequentes. 16 das 96 aeronaves foram perdidas em acidentes aéreos. O Tu-104 não era confiável, pesado, muito instável, com resposta de controle deficiente, com inclinação para rolamento holandês. A aerodinâmica deficiente das asas resultou em uma propensão para estolar com pouco ou nenhum aviso e uma tendência perigosa de subir violentamente antes de estolar e entrar em um mergulho irrecuperável. Devido ao medo de estolagens inadvertidas, a tripulação realizava aproximações acima da velocidade de aproximação recomendada, pousando a 270–300 km/h, quase 50 km/h mais rápido. Pelo menos dois acidentes foram atribuídos ao fenômeno de pitch-up, levando a mudanças no projeto da aeronave e nos procedimentos operacionais, mas o problema permaneceu. A Aeroflot retirou o Tu-104 do serviço civil em março de 1979 após um acidente fatal em Moscou, mas várias aeronaves foram transferidas para os militares soviéticos, que os usaram como transporte de pessoal e para treinar cosmonautas em gravidade zero. Depois que um acidente militar do Tu-104 em fevereiro de 1981 matou 52 pessoas, com 17 oficiais do Exército e Marinha), o modelo foi removido permanentemente do serviço. O último voo do Tu-104 foi um voo de balsa para o Museu de Aeronaves de Ulyanovsk em 1986.

## Variantes
Dados de: 

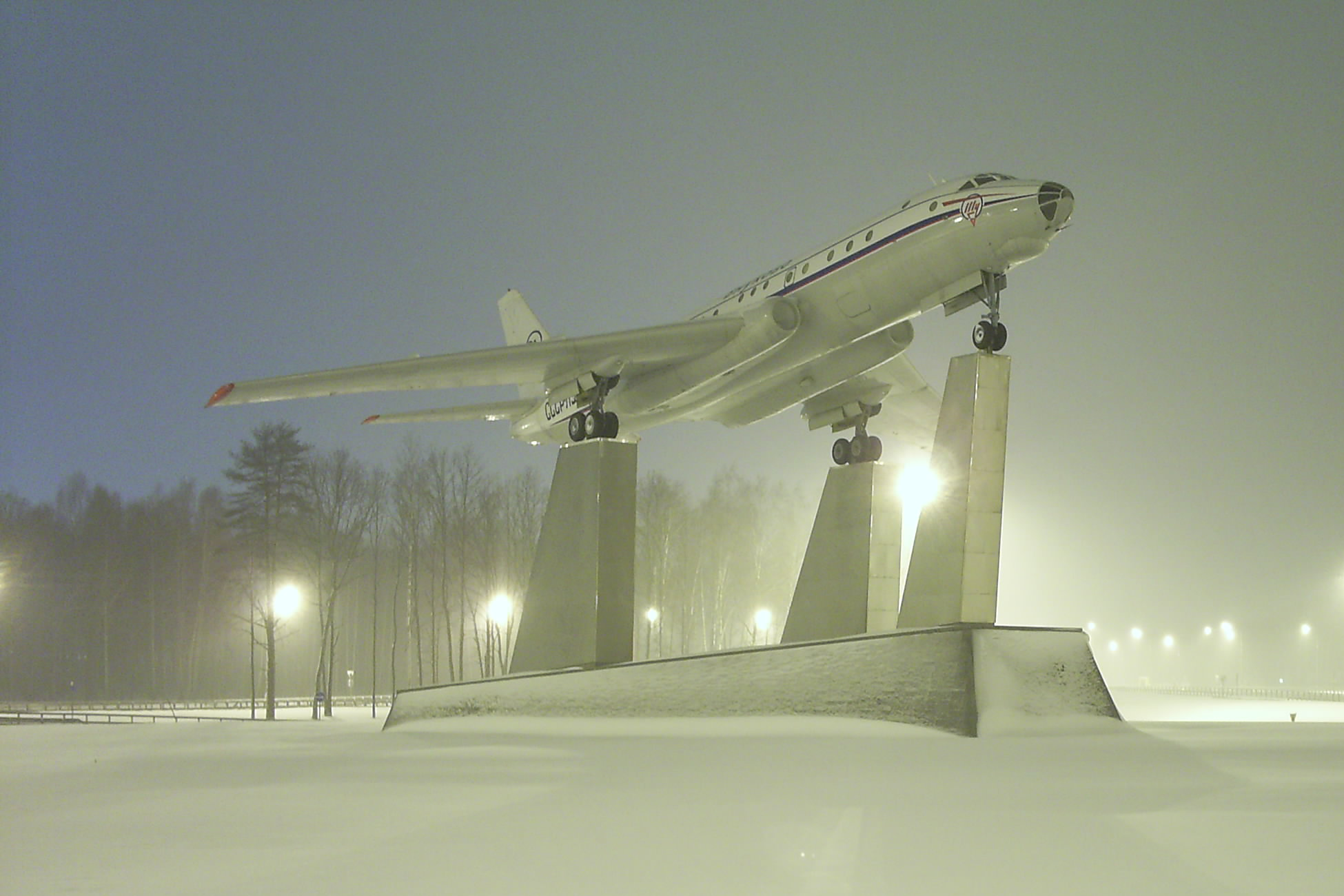
Um Tu-104 preservado no Aeroporto de Vnukovo

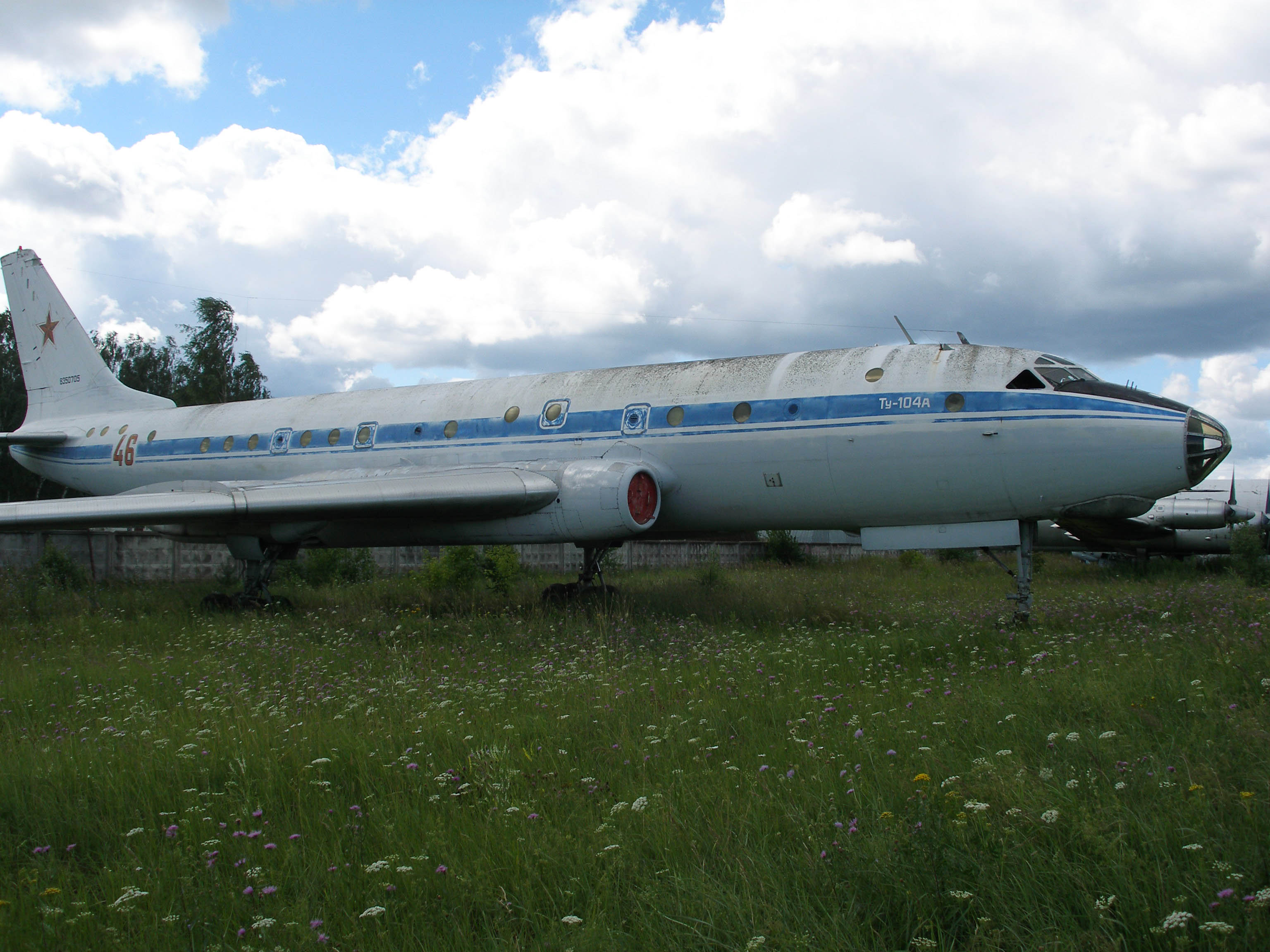
Um Tu-104 preservado no museu de Monino. Esta aeronave foi usada para treinar cosmonautas.

- Tu-104 - versão inicial com capacidade para 50 passageiros. Ele usou dois motores turbojato Mikulin AM-3, cada um com 6.735 kg (14.848 lb) de empuxo. 29 fuselagens foram construídas.
- Tu-104 2NK-8 - Versão proposta movida por dois motores turbofan Kuznetsov NK-8.
- Tu-104A -  versão aprimorada introduzida em junho de 1957. As melhorias contínuas dos motores Mikulin (cada um com 8.700 quilogramas (19.200 lb) de empuxo) permitiram um crescimento significativo na capacidade, resultando em uma variante de 70 lugares. O Tu-104A se tornou a variante de produção definitiva. Em 6 de setembro de 1957, ele voou com 20 t de carga útil a 11.211 metros (36.781 pés) de altitude. Em 24 de setembro de 1957, atingiu a velocidade média de 970,8 km/h com uma carga útil de duas toneladas. Um total de 80 unidades foram construídas, das quais seis foram exportadas para a Checoslováquia.
- Tu-104AK - uma aeronave de teste para o treinamento de cosmonautas em gravidade zero e teste do equipamento do programa espacial soviético.
- Tu-104A-TS - Cinco Tu-104A foram convertidos em aeronaves cargueiras.
- Tu-104B - Outras melhorias feitas alongando a fuselagem em 1,2 metros e adaptando novos turbojatos Mikulin AM-3M-500 (9.700 quilogramas (21.400 lb) de empuxo cada). O Tu-104B era capaz de acomodar 100 passageiros. Esta variante aproveitou a fuselagem mais recente do Tu-110 e as asas existentes. Ela começou o serviço de receita com a Aeroflot em 15 de abril de 1959 na rota Moscou-Leningrado. Um total de 95 unidades foram construídas. A maioria foi reconstruída posteriormente para o padrão Tu-104V-115.
- Tu-104B-TS - Seis Tu-104B foram  convertidos em aeronaves cargueiras.
- Tu-104D - versão VIP com duas classes à frente e uma classe de 39 lugares na traseira.
- Tu-104D-85 -  modelos Tu-104A foram reconstruídos para acomodar 85 passageiros.
- Tu-104D 3NK-8 - Projeto movido por três motores NK-8, precursor do Tu-154.
- Tu-104E - Um Tu-104 de desempenho maior movido por motores RD-16-15, proporcionando melhor economia de combustível e maior empuxo. Dois protótipos foram convertidos de Tu-104B, prefixos CCCP-42441 e CCCP-42443. O programa foi cancelado em meados da década de 1960 em favor do Tu-154.
- Tu-104G - versão VIP para o governo soviético com duas classes VIP à frente e uma classe de 54 lugares atrás.
- Tu-104LL - Vários números de série convertidos para uso em testes eletrônicos Tu-129, Tu-22M e sistemas de míssil ar-ar.
- Tu-104SH - treinamento de navegador em duas versões.
- Tu-104V - O primeiro uso desta designação foi para uma versão projetada de 117 assentos de médio curso com assentos lado a lado. O projeto foi posteriormente cancelado.
- Tu-104V - O segundo uso desta designação foi usado para modelos Tu-104A reconstruídos para acomodar 100 a 105 passageiros. Uma versão posterior acomodou 115 passageiros ao reduzir a distância entre os assentos e adicionar fileiras de assentos.
- Tu-104V-115 - modelo Tu-104B reconstruído para acomodar 115 passageiros, com novo rádio e equipamento de navegação.
- Tu-107 - versão de transporte militar proposta com rampa de carregamento traseira e torre de defesa armada com canhão emparelhado. Um protótipo foi construído, mas o projeto cancelado.
- Tu-110 - Versão quadrimotora destinada à exportação. Vários protótipos foram construídos, mas o projeto também foi cancelado.
- Tu-118 - Uma versão projetada de um cargueiro turboélice movido por quatro motores Kuznetsov TV-2F.

## Operadores
Checoslováquia

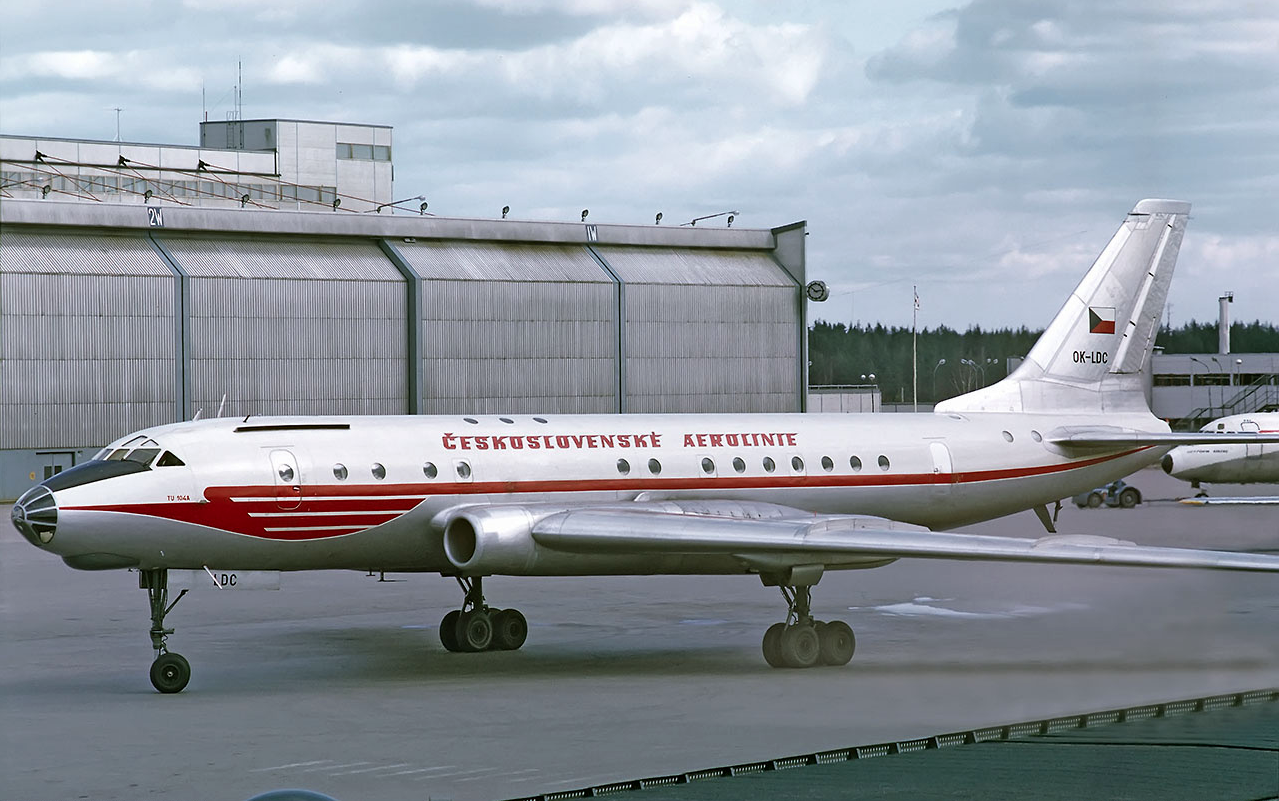
Um Tupolev Tu-104A da CSA Czechoslovak Airlines no Aeroporto de Arlanda em 1971.

- CSA Czechoslovak Airlines – Seis aeronaves.
- Força Aérea Checoslovaca

 Mongólia
- Forças Armadas Mongóis

 União Soviética
- Aeroflot
- Força Aérea Soviética

## Acidentes e incidentes

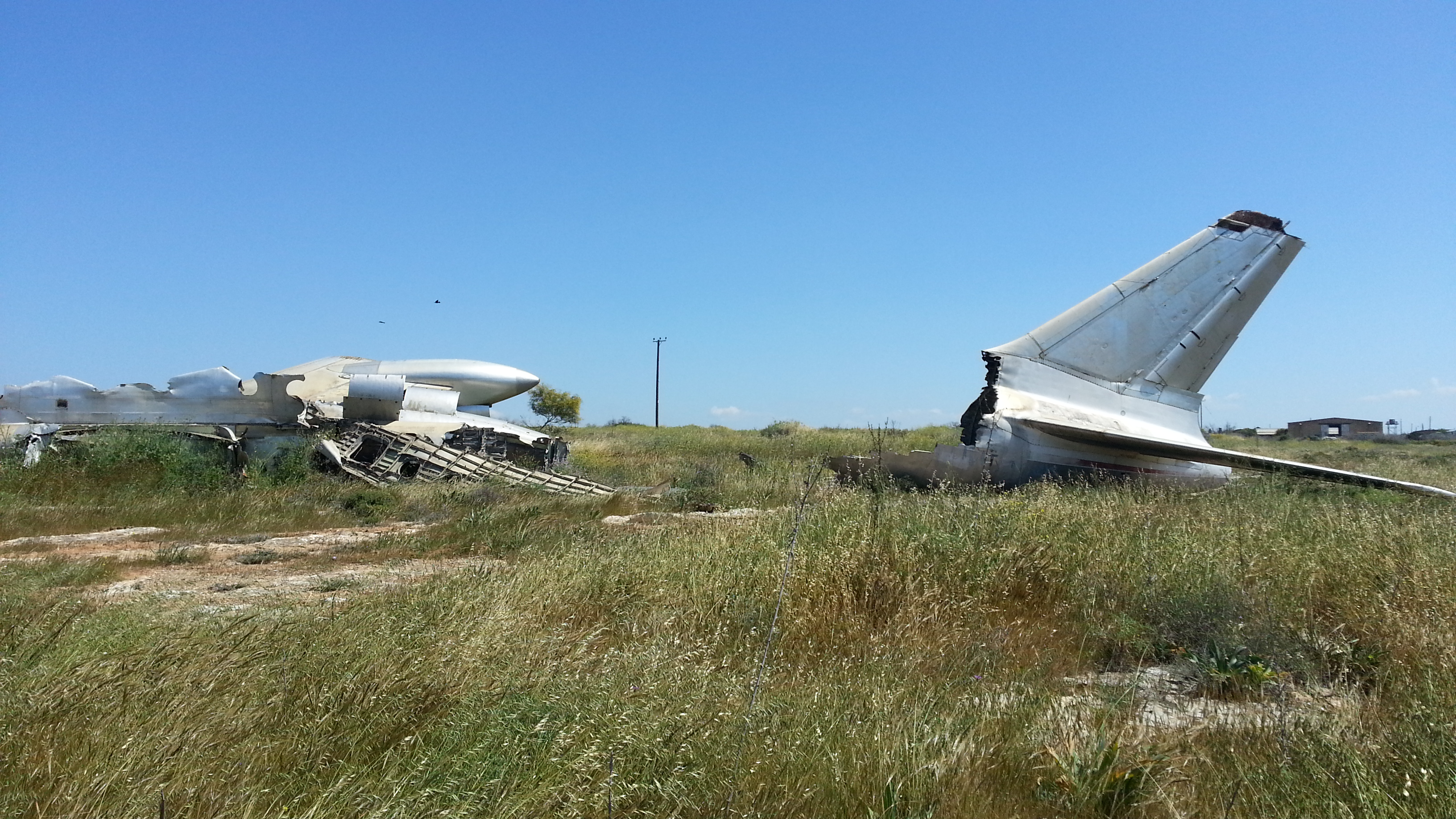
Destroços do Tupolev Tu-104 da Czechoslovak Airlines (OK-MDE) perto do aeroporto de Nicósia, 2015.

De acordo com a americana Flight Safety Foundation, entre 1958 e 1981, 16 Tu-104s foram perdidos em acidentes de 37 aeronaves perdidas (taxa de perda de casco = 18%), com um total de 1140 fatalidades.
| Data                    | Prefixo    | Tipo    | Local                              | Fatalidades  | Descrição | Refs          |
| ----------------------- | ---------- | ------- | ---------------------------------- | ------------ | --- | ------------- |
| 19 de fevereiro de 1958 | CCCP-Л5414 | Tu-104  | Savasleyka                         | 0/3          | Aterragem forçada perto da pista depois de ficar sem combustível após um desvio. | [ 5 ]         |
| 15 de agosto de 1958    | CCCP-Л5442 | Tu-104A | Chita                              | 64/64        | O Voo Aeroflot 4 estolou, virou e caiu após entrar em uma corrente ascendente a 12.000 m (39.000 pés). | [ 6 ] [ 7 ]   |
| 17 de outubro de 1958   | CCCP-42362 | Tu-104A | Kanash                             | 80/80        | Um voo com delegações de alto nível caiu ao entrar em um mergulho e depois de entrar em uma corrente ascendente a 12.000 m (39.000 pés). O Tu-104 foi limitado a 9.000 m (30.000 pés) e a cauda modificada após o acidente. | [ 8 ]         |
| 20 de outubro de 1960   | CCCP-42452 | Tu-104A | Ust-Orda                           | 3/68         | O Voo Aeroflot 5 colidiu em um barranco enquanto o piloto verificava as luzes de pouso. | [ 9 ] [ 10 ]  |
| 1 de fevereiro de 1961  | CCCP-42357 | Tu-104A | Vladivostok                        | 0            | Saiu da pista após pousar tarde demais. | [ 11 ]        |
| 16 de março de 1961     | CCCP-42438 | Tu-104B | perto de Koltsovo                  | 7/51         | O Voo Aeroflot 68 realizou um pouso forçado em um lago congelado após os motores falharem. Duas pessoas morreram no solo quando uma casa foi atingida pela aeronave. | [ 12 ] [ 13 ] |
| 10 de julho de 1961     | CCCP-42447 | Tu-104B | Odessa                             | 1/94         | O Voo Aeroflot 381 caiu após entrar em correntes descendentes durante o pouso com mau tempo. | [ 14 ] [ 15 ] |
| 17 de setembro de 1961  | CCCP-42388 | Tu-104A | Tasquente                          | 0            | Pouso forçado, com perda do casco. | [ 16 ]        |
| 2 de novembro de 1961   | CCCP-42504 | Tu-104B | Vladivostok                        | 0            | Atingiu uma antena de rádio durante a aproximação e pousou à força em um campo após falha do motor. | [ 17 ]        |
| 4 de junho de 1962      | CCCP-42491 | Tu-104B | Sófia                              | 5/5          | Colidiu em uma montanha após falha do motor. | [ 18 ]        |
| 30 de junho de 1962     | CCCP-42370 | Tu-104A | Krai de Krasnoiarsk                | 84/84        | O Voo Aeroflot 902 caiu após ser acidentalmente derrubado por um míssil. | [ 19 ]        |
| 3 de setembro de 1962   | CCCP-42366 | Tu-104A | Khabarovsk                         | 86/86        | O Voo Aeroflot 3 perdeu o controle a 4.500 m (15 000 pés) durante a subida. Embora a causa não tenha sido determinada, problemas com o piloto automático foram responsabilizados. Um abate aéreo acidental por um míssil também foi teorizado. | [ 20 ] [ 21 ] |
| 25 de outubro de 1962   | CCCP-42495 | Tu-104B | Sheremetievo                       | 11/11        | Caiu na decolagem durante um voo de teste devido a controles de leme interconectados. | [ 22 ]        |
| 16 de março de 1963     | OK-LDB     | Tu-104A | Chhatrapati Shivaji                | Desconhecido | Pegou fogo durante reabastecimento. | [ 23 ]        |
| 18 de maio de 1963      | CCCP-42483 | Tu-104B | Leningrado                         | 0            | Estolou durante a aproximação e caiu. | [ 24 ]        |
| 13 de julho de 1963     | CCCP-42492 | Tu-104B | perto do Aeroporto de Irkutsk      | 33/35        | O Voo Aeroflot 12 caiu antes da pista devido a leituras incorretas dos instrumentos. A água entrou na fiação do instrumento, causando um curto-circuito. | [ 25 ] [ 26 ] |
| 9 de junho de 1964      | CCCP-42476 | Tu-104B | Novosibirsk                        | Desconhecido | Ultrapassagem da pista sob chuva forte durante uma segunda tentativa de pouso. | [ 27 ]        |
| 28 de abril de 1969     | CCCP-42436 | Tu-104B | Irkutsk                            | Desconhecido | Aterrissou 600 m (2 000 pés) antes da pista, com perda do casco. | [ 28 ]        |
| 1 de junho de 1970      | OK-NDD     | Tu-104A | Tripoli                            | 13/13        | Caiu antes da pista durante aproximação da pista 36. | [ 29 ]        |
| 25 de julho de 1971     | CCCP-42405 | Tu-104B | Irkutsk                            | 97/126       | O Voo Aeroflot 1912 pousou 150 m (490 pés) antes da pista, quebrando a asa esquerda. A aeronave virou para a esquerda e pegou fogo. | [ 30 ] [ 31 ] |
| 10 de outubro de 1971   | CCCP-42490 | Tu-104B | Vnukovo                            | 25/25        | O Voo Aeroflot 773 caiu logo após a decolagem, após uma explosão ocorrida enquanto subia 1.200 m (3.900 pés). A explosão danificou a fuselagem e destruiu os controles de voo. O controle foi perdido e a aeronave virou para a direita e entrou em uma descida até atingir o solo. A explosão foi causada por uma bomba colocada entre a parede da cabine e um assento do passageiro na parte traseira da cabine perto do chassi 45. | [ 32 ] [ 33 ] |
| 19 de março de 1972     | CCCP-42408 | Tu-104B | Omsk                               | 0            | Atingiu uma parede de neve perto da pista durante a quinta tentativa de pouso. | [ 34 ]        |
| 24 de abril de 1973     | CCCP-42505 | Tu-104B | Leningrado                         | 2/57         | Sequestrado por um passageiro que exigiu pousar na Suécia. A tripulação voltou para Leningrado. Enquanto o trem de pouso era baixado, o sequestrador detonou uma bomba, matando a si mesmo e ao engenheiro de voo. A bomba abriu um buraco na fuselagem, mas a aeronave pousou com segurança. | [ 35 ] [ 36 ] |
| 18 de maio de 1973      | СССР-42379 | Tu-104B | RASS Buriácia                      | 82/82        | O Voo Aeroflot 109 foi sequestrado por um passageiro que exigiu pousar na China. Uma bomba que o sequestrador colocou a bordo da aeronave detonou a 30.000 pés (9.100 m) e a aeronave perdeu o controle e caiu a leste do Lago Baikal. | [ 37 ] [ 38 ] |
| 29 de agosto de 1973    | OK-MDE     | Tu-104A | Nicósia                            | 0/70         | O Voo CSA 531 saiu da pista após o pouso depois que o piloto não conseguiu parar a aeronave a tempo. Os destroços permanecem no local do aeroporto até hoje. | [ 39 ]        |
| 30 de setembro de 1973  | CCCP-42506 | Tu-104B | Sverdlovsk                         | 108/108      | O Voo Aeroflot 3932 caiu logo após a decolagem devido a uma falha de energia dos estabilizadores horizontais. | [ 40 ]        |
| 13 de outubro de 1973   | CCCP-42486 | Tu-104B | Domodedovo                         | 122/122      | O Voo Aeroflot 964 caiu durante a aproximação após uma falha de energia no sistema de bússola e giroscópios principais e perda de controle resultante. O acidente é o pior envolvendo o Tu-104. | [ 41 ]        |
| 7 de dezembro de 1973   | CCCP-42503 | Tu-104B | perto de Moscou                    | 16/75        | O Voo Aeroflot 964 caiu depois que uma asa atingiu o solo depois de descer muito rápido. | [ 42 ] [ 43 ] |
| 5 de novembro de 1974   | CCCP-42501 | Tu-104B | Chita                              | 0            | Sobrevoou a pista no pouso e parou contra um aterro da ferrovia. | [ 44 ]        |
| 30 de agosto de 1975    | CCCP-42472 | Tu-104B | Tolmachevo                         | 0            | Trem de pouso direito colapsou depois um pouso forçado demais. | [ 45 ]        |
| 9 de fevereiro de 1976  | CCCP-42327 | Tu-104A | Irkutsk                            | 24/115       | O Voo Aeroflot 3739 caiu depois de inclinar para a direita ao subir para a decolagem e entrar em uma descida. Os destroços da aeronave atingiram um Tu-154 norte-coreano que acabava de pousar. Embora a causa oficial do acidente tenha sido a perda de controle causada por ventos laterais, abastecimento impróprio (muito combustível de um lado) e erro do piloto também foram teorizados.                                       | [ 46 ] [ 47 ] |
| 17 de julho de 1976     | CCCP-42335 | Tu-104A | Chita                              | 0            | Não conseguiu levantar voo e se acidentou devido a excesso de peso. | [ 48 ]        |
| 28 de novembro de 1976  | CCCP-42471 | Tu-104B | perto do Aeroporto de Sheremetievo | 72/72        | O Voo Aeroflot 2415 perdeu o controle e caiu após falha do horizonte artificial resultante da desorientação espacial. | [ 49 ] [ 50 ] |
| 1976                    | CCCP-42371 | Tu-104A | Aeroporto de Boryspil              | Desconhecido | Caiu antes da pista após os motores foram desligados durante o voo. | [ 51 ]        |
| 13 de janeiro de 1977   | CCCP-42369 | Tu-104A | Almaty                             | 96/96        | O Voo Aeroflot 3843 explodiu durante o voo devido à uma falha no motor. | [ 52 ] [ 53 ] |
| 17 de março de 1979     | CCCP-42444 | Tu-104B | perto de Moscou                    | 58/119       | Ao operar como Voo Aeroflot 1691, a tripulação encontrou um falso alarme de incêndio do motor durante a decolagem e voltou para Vnukovo. O avião caiu enquanto tentava retornar ao aeroporto. A Aeroflot retirou o Tu-104 de serviço comercial após o acidente. | [ 54 ]        |
| 7 de fevereiro de 1981  | CCCP-42332 | Tu-104A | Pushkin                            | 50/50        | Não conseguiu decolar devido ao deslocamento da carga. Todos os Tu-104 militares foram aterrados após este acidente. O acidente do Tu-104 em Pushkin servia como um voo da marinha soviética. | [ 55 ]        |

## Especificações (Tu-104B)
Referências e dados: 

### Características gerais
- Tripulação: 7
- Capacidade: 50-115 passageiros
- Comprimento: 40,06 m (131 pés 5 pol.)
- Envergadura: 34,54 m (113 pés 4 pol.)
- Altura: 11,9 m (39 pés 1 pol.)
- Área da asa: 183 m 2 (1.970 pés quadrados) menos LERX
- Peso vazio: 43.800 kg (96.562 lb)
- Peso bruto: 78.100 kg (172.181 lb)
- Capacidade de combustível: 21.000 kg (46.297 lb) normal; 26.500 kg (58.422 lb) no máximo
- Motores: 2x motores turbojato Mikulin AM-3M-500, 95 kN (21.400 lbf) de empuxo cada

### Performance
- Velocidade máxima: 950 km/h
- Velocidade de cruzeiro: 750–850 km/h
- Alcance: 2,120 km (1,320 mi, 1,140 nmi) com 12,000 kg (26,455 lb) de carga útil e 5,650 kg (12,456 lb) com reserva de combustível; 2,750 km (1,709 mi) com 8,150 kg (17,968 lb) de carga útil e 5,650 kg (12,456 lb) com reserva de combustível
- Teto máximo: 12.000 m (39.000 pés)
- Taxa de subida: 10 m/s (2.000 pés/min)
- Corrida de decolagem em MTOW: 2.200 m (7.218 pés)
- Corrida de pouso com peso normal: 1.450-1.850 m (4.757-6.070 pés) sem paraquedas de frenagem

## Filmes e selos postais

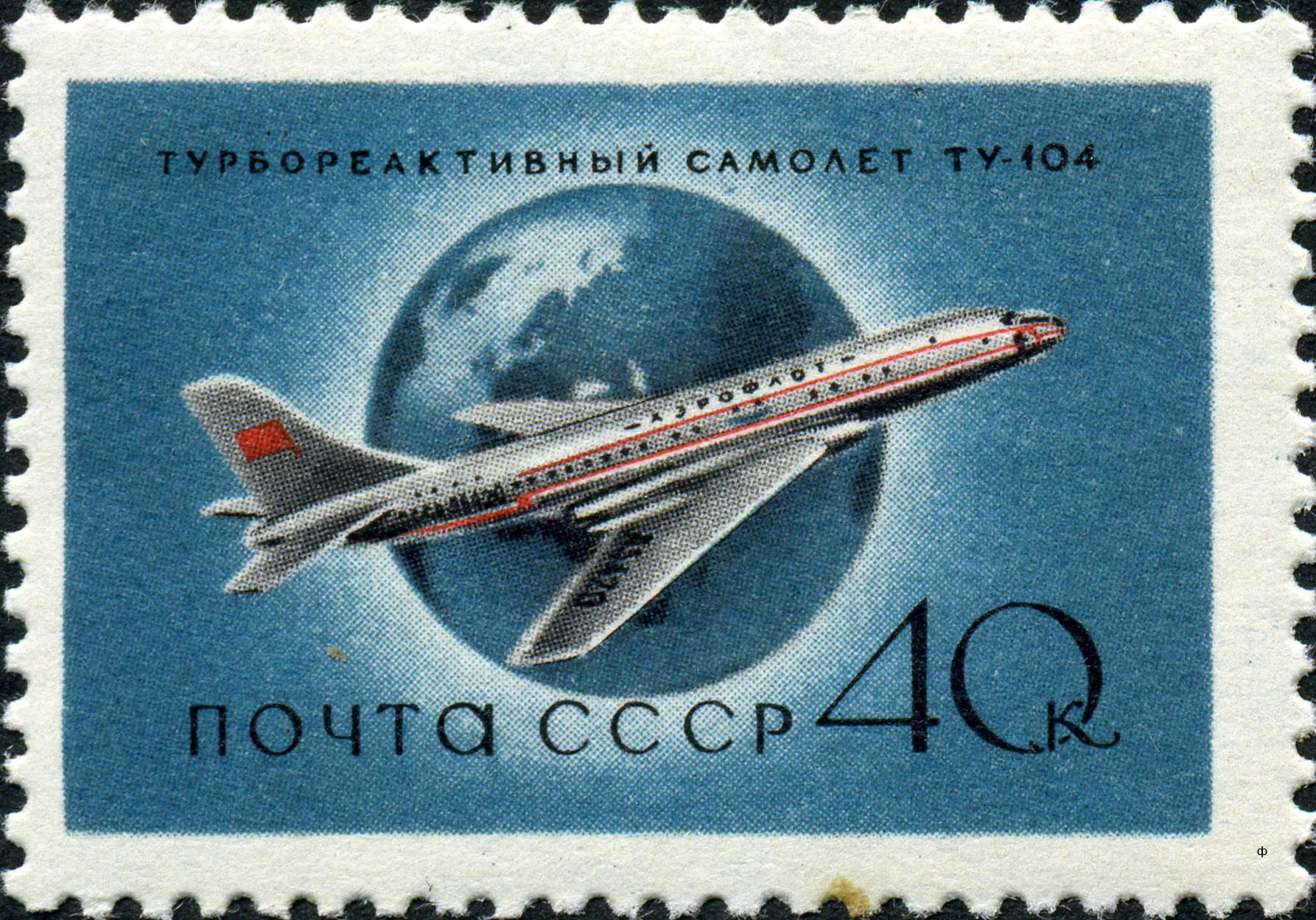
Um Tu-104 em um selo postal soviético de 1958

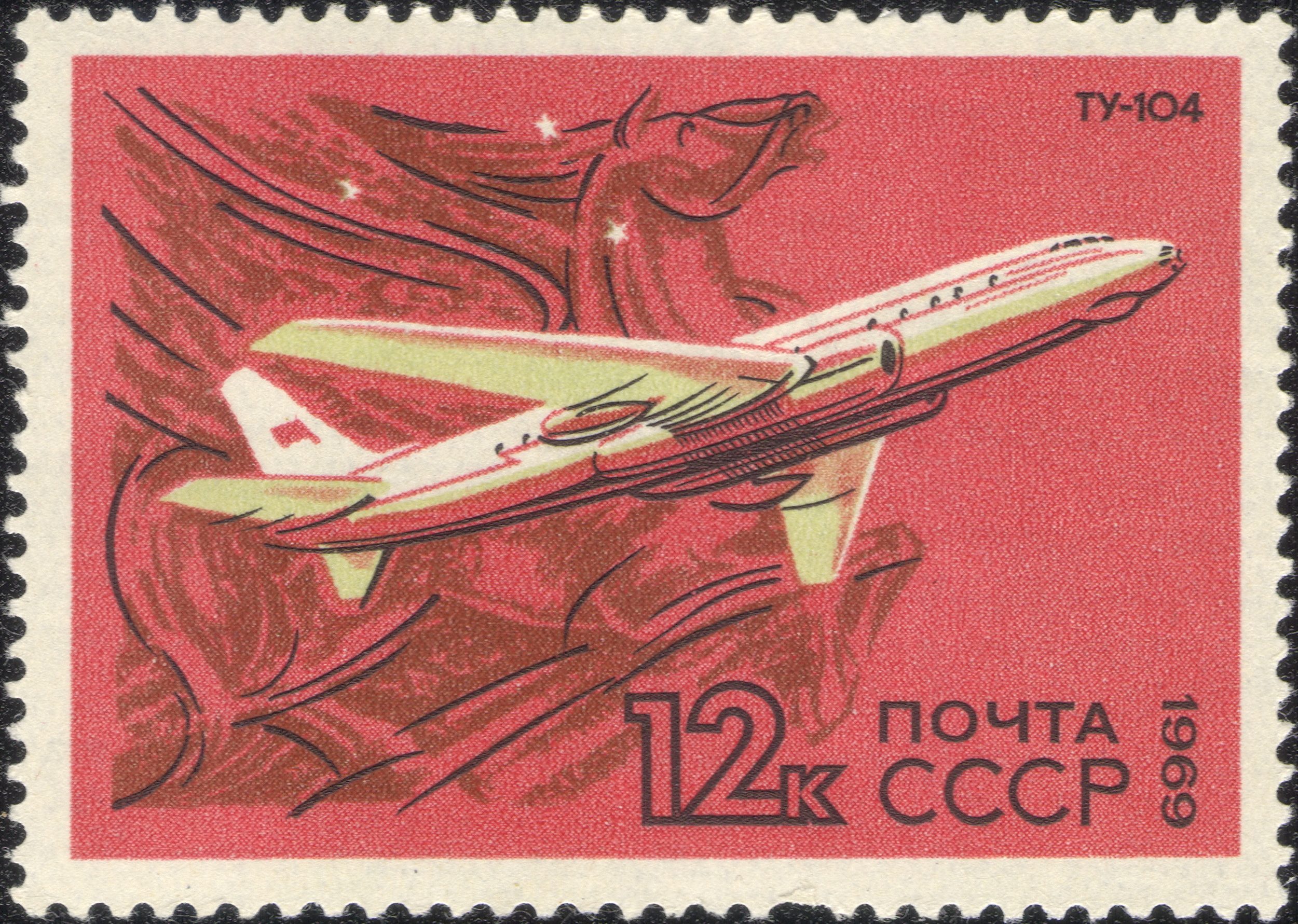
Um Tu-104 em um selo postal soviético de 1969

Um Tu-104 é a suposta aeronave fazendo um voo de Londres a Nova York que é o tema do filme Jet Storm de 1959. Cenas de um Tu-104 real taxiando e decolando são mostradas perto do início do filme.
O Tu-104 é retratado em selos postais soviéticos de 1958 e 1969.